# Обстріли Берислава (січень 2025)
Ця стаття є частиною сторінки Обстріли Берислава (2025) з 24 лютого 2022 року, яка є частиною Історії Берислава та Обстрілів Берислава.
Обстріли Берислава за січень 2025 року — низка терористичних атак на місто Берислав та район військами РФ, що почалися під час російського вторгнення в Україну з 24 лютого 2022 року та тривають понині.
Берислав до вторгнення Росії в Україну був осередком освіти Херсонщини з двома коледжами.
Зараз місто зазнало значних руйнувань, заміновані околиці, відсутні комунальні послуги. Під час окупації в місті була гостра нестача продуктів та ліків. Після деокупації місто зазнало нових випробувань, зокрема, відсутності електроенергії та води. Зараз Берислав перебуває під постійними обстрілами, внаслідок яких багато будинків пошкоджено, є поранені та загиблі. Багато людей в місті відмовляються покидати свої домівки, незважаючи на обстріли.

## Хронологія

### 1 січня 2025 року
1 січня 2025 року російські окупанти обстріляли Бериславську, Новорайську та Тягинську територіальні громади, включаючи населені пункти Берислав, Новоберислав, Зміївка, Раківка, Червоний Маяк, Новорайськ та Тягинка. Про це повідомив начальник Бериславської районної військової адміністрації Володимир Літвінов. Російська армія завдала артилерійських обстрілів та атакувала безпілотними літальними апаратами. Пошкоджено житлові будинки та господарські споруди. Внаслідок атаки БПЛА у Бериславі поранено 59–річного чоловіка, якому медики надали допомогу.

### 2 січня 2025 року
2 січня 2025 року російські окупанти обстріляли Бериславську, Новорайську, Новоолександрівську, Милівську та Тягинську територіальні громади, включаючи населені пункти Берислав, Шляхове, Зміївка, Михайлівка, Золота Балка, Червоний Маяк, Новорайськ, Заможне, Саблуківка та Тягинка. Про це повідомив начальник Бериславської районної військової адміністрації Володимир Літвінов. Російська армія завдала обстрілів із реактивних систем залпового вогню, артилерії та танків, а також атакувала безпілотними літальними апаратами. Пошкоджено житлові будинки, господарські споруди, приватний транспортний засіб та будівлю будинку культури у селі Михайлівка. За медичною допомогою у Бериславі звернулися двоє чоловіків, які отримали поранення внаслідок атак БПЛА 30 та 31 грудня 2024 року.

### 3 січня 2025 року
3 січня 2025 року російські окупанти обстріляли Бериславську, Новорайську, Новоолександрівську та Тягинську територіальні громади, включаючи населені пункти Берислав, Зміївка, Михайлівка, Золота Балка, Гаврилівка, Новорайськ, Заможне та Одрадокам'янка. Про це повідомив начальник Бериславської районної військової адміністрації Володимир Літвінов. Російська армія завдала артилерійських обстрілів та атакувала безпілотними літальними апаратами. Пошкоджено житлові будинки, господарські споруди та будівлі освітніх закладів. Внаслідок обстрілу Монастирського поранено 39–річного чоловіка та 64–річну жінку, яким медики надали допомогу.

### 4 січня 2025 року
4 січня 2025 року російські окупанти обстріляли Бериславську, Милівську, Новорайську, Новоолександрівську та Тягинську територіальні громади, включаючи населені пункти Берислав, Новоберислав, Томарине, Михайлівка, Золота Балка, Новорайськ, Дудчани, Червоний Маяк та Тягинка. Про це повідомив начальник Бериславської районної військової адміністрації Володимир Літвінов. Російська армія завдала обстрілів із реактивних систем залпового вогню та артилерії, а також атакувала безпілотними літальними апаратами. Пошкоджено житлові будинки, господарські споруди та будівлю освітнього закладу у селі Томарине. Жертв та постраждалих серед цивільного населення немає.

### 5 січня 2025 року
5 січня 2025 року російські окупанти обстріляли Бериславську та Тягинську територіальні громади, включаючи населені пункти Берислав, Урожайне та Тягинка. Про це повідомив начальник Бериславської районної військової адміністрації Володимир Літвінов. Російська армія завдала артилерійських та танкових обстрілів, а також атакувала безпілотними літальними апаратами. Пошкоджено житлові будинки та господарські споруди. Внаслідок необережного поводження з вибухонебезпечним предметом у селищі Високопілля тяжко поранено двох чоловіків. До лікарні звернувся житель Берислава, який постраждав від атаки БПЛА 4 січня 2025 року. У нього діагностовано вибухову травму та контузію.

### 6 січня 2025 року
6 січня 2025 року російські окупанти обстріляли Бериславську, Новоолександрівську, Новорайську та Тягинську територіальні громади, включаючи населені пункти Берислав, Зміївка, Томарине, Гаврилівка, Червоний Маяк, Монастирське, Одрадокам'янка та Тягинка. Про це повідомив начальник Бериславської районної військової адміністрації Володимир Літвінов. Російська армія завдала обстрілів із реактивних систем залпового вогню, артилерії та танків, а також атакувала безпілотними літальними апаратами. Пошкоджено житлові будинки та господарські споруди. Внаслідок атаки БПЛА у Бериславі поранено 43–річну жінку. За медичною допомогою звернувся 69–річний чоловік, який отримав поранення 3 січня 2025 року.

### 7 січня 2025 року
7 січня 2025 року російські окупанти обстріляли Бериславську, Новорайську та Тягинську територіальні громади, включаючи населені пункти Берислав, Новоберислав, Шляхове, Червоний Маяк, Монастирське, Тягинка, Бургунка, Львове, Ольгівка та Миколаївка. Про це повідомив начальник Бериславської районної військової адміністрації Володимир Літвінов. Російська армія завдала артилерійських обстрілів та атакувала безпілотними літальними апаратами. Пошкоджено житлові будинки та господарські споруди. Внаслідок атаки БПЛА у Бериславі поранено двох жінок, яким надали медичну допомогу.

### 8 січня 2025 року
8 січня 2025 року російські окупанти обстріляли Бериславську, Новоолександрівську, Милівську та Тягинську територіальні громади, включаючи населені пункти Берислав, Шляхове, Золота Балка, Михайлівка, Дудчани, Бургунка, Ольгівка, Миколаївка, Львове, Одрадокам'янка та Тягинка. Про це повідомив начальник Бериславської районної військової адміністрації Володимир Літвінов. Російська армія завдала артилерійських обстрілів та атакувала безпілотними літальними апаратами. Пошкоджено житлові будинки та господарські споруди. Внаслідок атак БПЛА у Бериславі загинули двоє чоловіків, а також поранено кількох осіб, яким надали медичну допомогу.

### 9 січня 2025 року
9 січня 2025 року російські окупанти обстріляли Бериславську, Новоолександрівську, Милівську, Новорайську та Тягинську територіальні громади, включаючи населені пункти Берислав, Новоберислав, Раківка, Гаврилівка, Суханове, Заможне, Новорайськ, Червоний Маяк, Бургунка, Тягинка, Ольгівка, Миколаївка та Львове. Про це повідомив начальник Бериславської районної військової адміністрації Володимир Літвінов. Російська армія завдала артилерійських, танкових та мінометних обстрілів, а також атакувала безпілотними літальними апаратами. Пошкоджено житлові будинки, господарські споруди та приватні автомобілі. Внаслідок атак БПЛА у Бериславі загинув 54–річний чоловік, а також поранено кількох осіб, яких евакуювали до медичного закладу.

### 10 січня 2025 року
10 січня 2025 року російські окупанти обстріляли Бериславську, Нововоронцовську, Новоолександрівську, Милівську, Новорайську та Тягинську територіальні громади, включаючи населені пункти Берислав, Зміївка, Нововоронцовка, Михайлівка, Новорайськ, Червоний Маяк, Монастирське, Бургунка, Тягинка та Ольгівка. Про це повідомив начальник Бериславської районної військової адміністрації Володимир Літвінов. Російська армія завдала артилерійських, танкових та мінометних обстрілів, а також атакувала безпілотними літальними апаратами. Пошкоджено житлові будинки та господарські споруди. Жертв та постраждалих серед цивільного населення немає.

### 11 січня 2025
11 січня 2025 року під обстрілом опинилися Бериславська, Новоолександрівська, Новорайська та Тягинська територіальні громади, включаючи населені пункти Берислав, Зміївка, Томарине, Михайлівка, Гаврилівка, Новорайськ, Бургунка, Миколаївка, Ольгівка, Одрадокам'янка та Тягинка. Про це повідомив начальник Бериславської районної військової адміністрації Володимир Літвінов.
Російська армія здійснила артилерійські обстріли по Бериславу, Михайлівці, Гаврилівці, Ольгівці, Одрадокам'янці, Тягинці та околицям Новорайська і Бургунки. Використовуючи безпілотні літальні апарати, російські війська атакували Берислав, Зміївку, Гаврилівку та Тягинку. Пошкоджено житлові будинки, господарські споруди та будівлю освітнього закладу у Михайлівці. Внаслідок атаки БПЛА у Зміївці поранено 44–річного чоловіка, якому надали медичну допомогу.

### 12 січня 2025 року
12 січня 2025 року російські окупанти обстріляли Бериславську, Новоолександрівську, Милівську, Новорайську та Тягинську територіальні громади, включаючи населені пункти Берислав, Зміївка, Шляхове, Золота Балка, Дудчани, Новорайськ, Бургунка, Миколаївка, Ольгівка, Львове та Тягинка. Про це повідомив начальник Бериславської районної військової адміністрації Володимир Літвінов. Російська армія здійснила артилерійські та мінометні обстріли, а також атаки з використанням безпілотних літальних апаратів. Пошкоджено житлові будинки та господарські споруди. Жертв та постраждалих серед цивільного населення немає.

### 13 січня 2025 року
13 січня 2025 року під обстрілом опинилися Бериславська, Нововоронцовська, Новорайська та Тягинська територіальні громади, включаючи місто Берислав, села Зміївка, Новоберислав, Осокорівка,  Бургунка, Ольгівка, Львове та Тягинка, селища Заможне, Червоний Маяк, Новорайськ. Про це повідомив начальник Бериславської районної військової адміністрації Володимир Літвінов. Ворог завдав артилерійських і танкових обстрілів по місту Берислав, селам Новоберислав, Ольгівка, Львове, Тягинка та околицям Новорайська, Бургунки, Заможного. Використовуючи безпілотні літальні апарати, ворог атакував Берислав, Зміївку, Новоберислав, Осокорівку, Червоний Маяк та Тягинку. Пошкоджень зазнали житлові будинки та господарські споруди. Жертв та постраждалих серед цивільного населення немає.
За повідомленням начальника Бериславської районної військової адміністрації Володимира Літвінова, до лікарні звернувся чоловік, який ввечері 13 січня 2025 року постраждав через атаку російського дрона у Бериславі. У 59–річного місцевого жителя діагностували вибухову травму, контузію, уламкові поранення грудної клітини, черева та руки.
Потерпілий — під наглядом медиків.

### 14 січня 2025 року
14 січня 2025 року російські війська обстріляли Бериславську, Новорайську, Милівську, Новоолександрівську та Тягинську територіальні громади, включаючи населені пункти Берислав, Шляхове, Монастирське, Дудчани, Золота Балка, Ольгівка, Миколаївка, Бургунка, Львове, Тягинка та Одрадокам’янка. Про це повідомив начальник Бериславської районної військової адміністрації Володимир Літвінов. Російська армія здійснила артилерійські, танкові та мінометні обстріли, а також атаки за допомогою безпілотних літальних апаратів. Внаслідок обстрілів пошкоджено житлові будинки та господарські споруди. У Бериславі поранено 78–річну жінку, а також дві жінки віком 39 і 51 років та чоловік 58 років, які отримали поранення 13 січня 2025 року.

### 15 січня 2025 року
15 січня 2025 року російські війська обстріляли Бериславську, Новорайську, Милівську, Новоолександрівську та Тягинську територіальні громади, включаючи населені пункти Берислав, Гаврилівка, Новокаїри, Томарине, Львове, Червоний Маяк та Бургунка. Про це повідомив начальник Бериславської районної військової адміністрації Володимир Літвінов. Російська армія завдала артилерійських та мінометних обстрілів по Бериславу, Червоному Маяку, селу Львове, Ольгівці, Тягинці та околицях села Бургунка. Використовуючи безпілотні літальні апарати, російські війська атакували Берислав, Гаврилівку, Новокаїри та Томарине. Пошкоджено житлові будинки та господарські споруди. У селі Львове поранено 61–річного чоловіка, якого доставлено до лікарні для надання медичної допомоги.

### 16 січня 2025 року
16 січня 2025 року російські війська обстріляли Бериславську, Нововоронцовську, Милівську, Новоолександрівську, Новорайську та Тягинську територіальні громади, включаючи населені пункти Берислав, Українка, Суханове, Качкарівка, Шляхове, Новоолександрівка, Червоний Маяк, Осокорівка, Новоберислав, Томарине, Ольгівка, Миколаївка, Львове та Тягинка. Про це повідомив начальник Бериславської районної військової адміністрації Володимир Літвінов. Російська армія здійснила артилерійські та мінометні обстріли, а також атаки за допомогою безпілотних літальних апаратів. Пошкоджено житлові будинки та господарські споруди, виникла пожежа у приватному домоволодінні в Бериславі. Жертв та постраждалих серед цивільного населення немає.

### 17 січня 2024 року
17 січня 2025 року російські війська обстріляли Бериславську, Милівську, Новоолександрівську, Новорайську та Тягинську територіальні громади, включаючи населені пункти Берислав, Шляхове, Зміївка, Дудчани, Михайлівка, Червоний Маяк, Степне, Монастирське, Ольгівка, Львове та Тягинка. Про це повідомив начальник Бериславської районної військової адміністрації Володимир Літвінов.
Російська армія використовувала реактивні системи залпового вогню, артилерію, танки та міномети для обстрілів сіл Зміївка, Шляхове, Червоний Маяк, Ольгівка, Львове, Тягинка та околиць селища Монастирське, села Степне та селища Новорайськ. Безпілотні літальні апарати були використані для атак на Берислав, Михайлівку, Дудчани та Тягинку.
Внаслідок обстрілів пошкоджено житлові будинки та господарські споруди. Жертв та постраждалих серед цивільного населення немає.

### 18 січня 2025 року
18 січня 2025 року російські війська обстріляли Бериславську, Новорайську та Тягинську територіальні громади, включаючи населені пункти Берислав, Шляхове, Зміївка, Монастирське, Заможне, Новорайськ, Ольгівка, Львове, Миколаївка, Бургунка та Тягинка. Про це повідомив начальник Бериславської районної військової адміністрації Володимир Літвінов. Обстріли здійснювалися з реактивних систем залпового вогню, артилерії та мінометів. Російські війська також використовували безпілотні літальні апарати для атак на Берислав і Тягинку. Внаслідок обстрілів пошкоджено житлові будинки та господарські споруди. Від мінометного обстрілу Берислава загинули 68–річна жінка та 52–річний чоловік.

### 19 січня 2025 року
19 січня 2025 року російські війська обстріляли село Шляхове у Бериславському районі. Про це повідомив начальник Бериславської районної військової адміністрації Володимир Літвінов. Обстріл стався близько дев’ятої години ранку за допомогою артилерії. Внаслідок атаки було пошкоджено приватні оселі, але жертв не було.
19 січня 2025 року російські окупанти обстріляли Бериславську, Новорайську та Тягинську територіальні громади, включаючи населені пункти Берислав, Заможне, Новоберислав, Шляхове, Червоний Маяк, Зміївка, Ольгівка, Львове та Тягинка. Про це повідомив начальник Бериславської районної військової адміністрації Володимир Літвінов. Російська армія здійснила артилерійські обстріли та атаки безпілотниками, що призвело до пошкодження житлових будинків, господарських споруд та приватних транспортних засобів. Внаслідок обстрілу села Червоний Маяк загинув 24–річний чоловік.

### 20 січня 2025 року
20 січня 2025 року російські війська обстріляли село Милове у Бериславському районі. Про це повідомила пресслужба Херсонської обласної військової адміністрації. Внаслідок обстрілу пошкоджено кілька приватних будинків та місцевий Пункт Незламності, у будинках вибито шибки та пошкоджено дахи.
20 січня 2025 року російські війська обстріляли Бериславську, Новорайську, Милівську та Тягинську територіальні громади, включаючи населені пункти Берислав, Заможне, Милове, Львове, Ольгівка та Вірівка. Про це повідомив начальник Бериславської районної військової адміністрації Володимир Літвінов. Російська армія здійснила обстріли з реактивних систем залпового вогню, артилерії та мінометів, а також атаки безпілотниками, що призвело до пошкодження житлових будинків та господарських споруд. У селі Милове пошкоджено приміщення пункту незламності. Жертв та постраждалих серед цивільного населення немає.

### 21 січня 2025 року
21 січня 2025 року російські війська обстріляли Бериславську, Новорайську, Новоолександрівську та Тягинську територіальні громади, включаючи населені пункти Берислав, Шляхове, Червоний Маяк, Костирка, Новорайськ, Гаврилівка, Золота Балка, Михайлівка, Тягинка, Бургунка, Львове, Ольгівка та Миколаївка. Про це повідомив начальник Бериславської районної військової адміністрації Володимир Літвінов. Російська армія здійснила обстріли з реактивних систем залпового вогню, артилерії та мінометів, а також атаки безпілотниками, що призвело до пошкодження житлових будинків та господарських споруд. У селі Золота Балка сталося загорання приватних будинків, а в селі Новоберислав підірвався службовий автомобіль Бериславської міської ради, водій не постраждав. У Бериславі поранення отримали 43–річна жінка та двоє чоловіків віком 46 та 47 років, яким надали медичну допомогу.

### 22 січня 2025 року
22 січня 2025 року російські війська атакували село Милове у Бериславському районі з танку. Про це повідомила пресслужба Херсонської обласної військової адміністрації. Внаслідок обстрілу зруйновано житловий будинок, але постраждалих серед місцевих жителів немає.
22 січня 2025 року російські війська обстріляли Бериславську, Новорайську, Новоолександрівську, Милівську, Нововоронцовську та Тягинську територіальні громади, включаючи населені пункти Берислав, Зміївка, Новорайськ, Червоний Маяк, Заможнє, Михайлівка, Нововоронцовка, Осокорівка, Милове, Дудчани, Тягинка, Миколаївка, Львове, Ольгівка та Бургунка. Про це повідомив начальник Бериславської районної військової адміністрації Володимир Літвінов. Російська армія здійснила авіаційний удар по Бериславу, пошкодивши промислові підприємства. Також були здійснені артилерійські, мінометні та танкові обстріли, а також атаки безпілотниками, що призвело до пошкодження житлових будинків, господарських споруд та фермерського господарства у Нововоронцовці. Через обстріли пошкоджено лінії електропередач, залишивши без світла 8 населених пунктів, а також пошкоджено вежу стільникового зв’язку. Жертв та постраждалих серед цивільного населення немає.
22 січня 2025 року Міністр охорони здоров'я Віктор Ляшко відвідав Бериславщину. Про це повідомив народний депутат України Сергій Козир. Першим пунктом візиту міністра стало селище Високопілля, де лікарню було повністю зруйновано російською армією. Медичні працівники обслуговують пацієнтів у тимчасовому модульному центрі. Сергій Козир зазначив, що розроблено проєкт для відновлення лікарні, і питання фінансування сподіваються вирішити найближчим часом. Також міністр відвідав лікарню у Великій Олександрівці, де розпочато відновлювальні роботи та встановлено нове обладнання. Міністр оглянув кабінети та обговорив з медичним персоналом майбутні кроки для покращення медичного обслуговування.

### 23 січня 2025 року
23 січня 2025 року російські війська обстріляли Бериславську, Новорайську, Новоолександрівську, Милівську та Тягинську територіальні громади, включаючи населені пункти Берислав, Шляхове, Михайлівка, Червоний Маяк, Дудчани, Тягинка, Львове, Ольгівка, Бургунка та Миколаївка. Про це повідомив начальник Бериславської районної військової адміністрації Володимир Літвінов. Російська армія здійснила артилерійські обстріли та атаки безпілотниками, що призвело до пошкодження житлових будинків та господарських споруд. У Михайлівці та Червоному Маяку сталося загорання приватних будинків. Жертв та постраждалих серед цивільного населення немає.

### 24 січня 2025 року
24 січня 2025 року російські війська обстріляли Бериславську, Новорайську, Милівську, Нововоронцовську та Тягинську територіальні громади, включаючи населені пункти Берислав, Шляхове, Зміївка, Новорайськ, Нововоронцовка, Осокорівка, Милове, Тягинка, Бургунка, Львове, Ольгівка та Вірівка. Про це повідомив начальник Бериславської районної військової адміністрації Володимир Літвінов. Російська армія здійснила обстріли з реактивних систем залпового вогню, танків, артилерії та мінометів, а також атаки безпілотниками, що призвело до пошкодження житлових будинків та господарських споруд. У Бериславі поранення отримала 68–річна жінка, яку доставили до лікарні для надання медичної допомоги.

### 25 січня 2025 року
25 січня 2025 року російські війська обстріляли Бериславську, Новорайську, Новоолександрівську та Тягинську територіальні громади, включаючи населені пункти Берислав, Червоний Маяк, Михайлівка, Тягинка, Бургунка та Ольгівка. Про це повідомив начальник Бериславської районної військової адміністрації Володимир Літвінов. Російська армія здійснила авіаційний удар по Бериславу, пошкодивши будівлю лікарні. Також були здійснені обстріли з реактивних систем залпового вогню, танків, артилерії та мінометів, а також атаки безпілотниками, що призвело до пошкодження житлових будинків та господарських споруд. У селі Михайлівка сталося загорання приватних будинків та пошкоджено приміщення старостату. Жертв та постраждалих серед цивільного населення немає.

Наслідки обстрілу Бериславської Центральної районної лікарні 25.01.2025
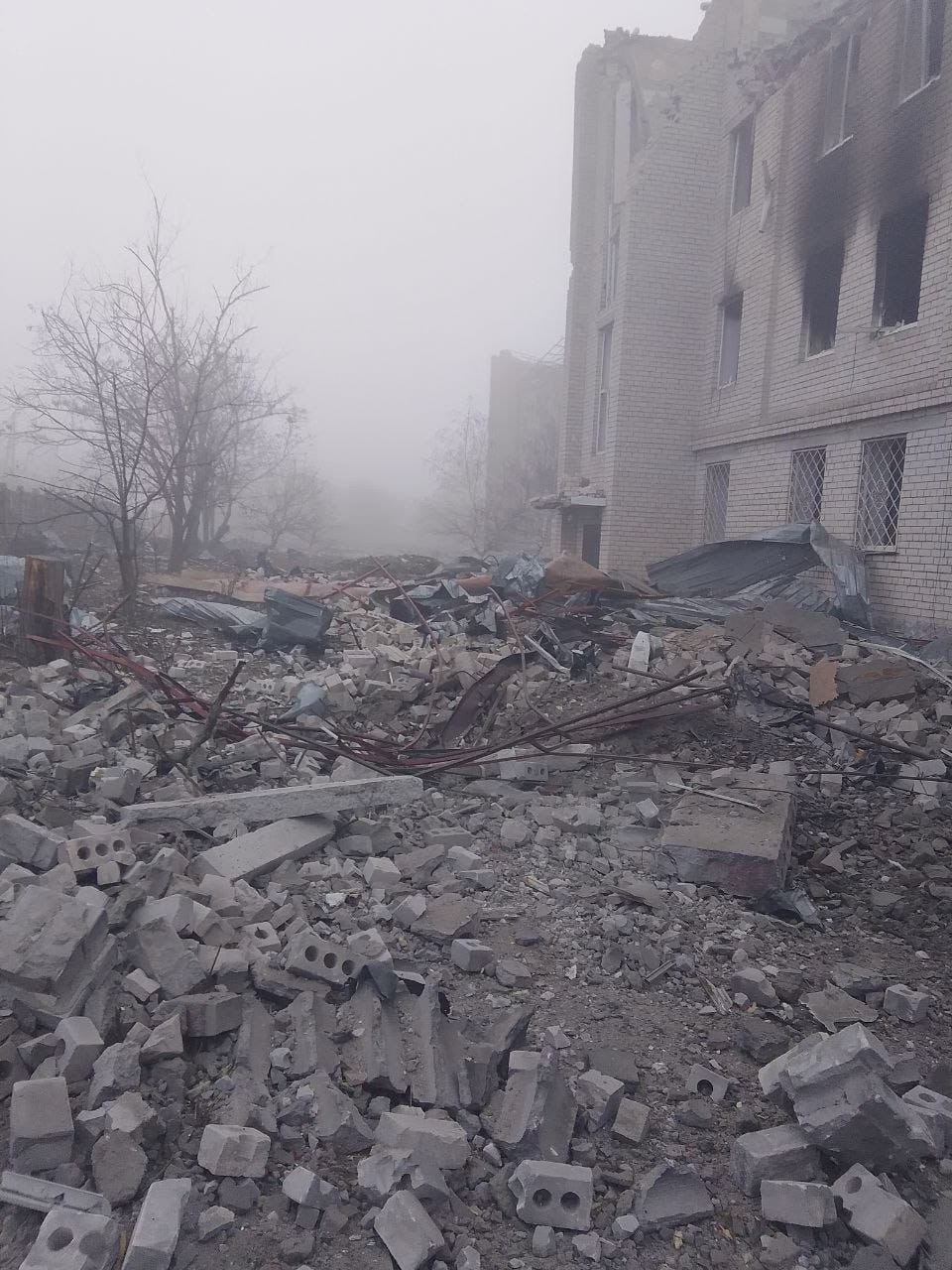
Наслідки обстрілу Бериславської Центральної районної лікарні 25.01.2025
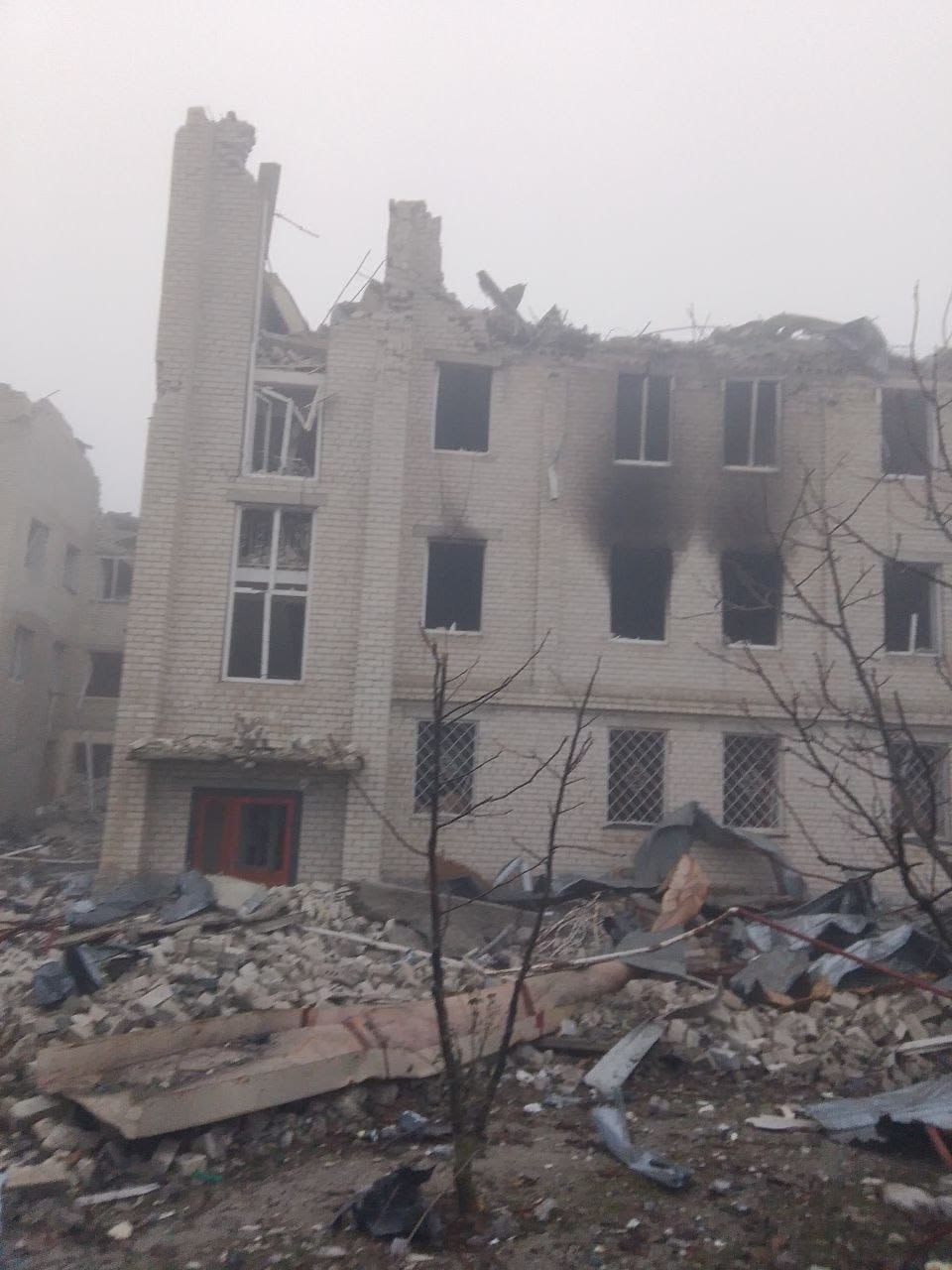
Наслідки обстрілу Бериславської Центральної районної лікарні 25.01.2025
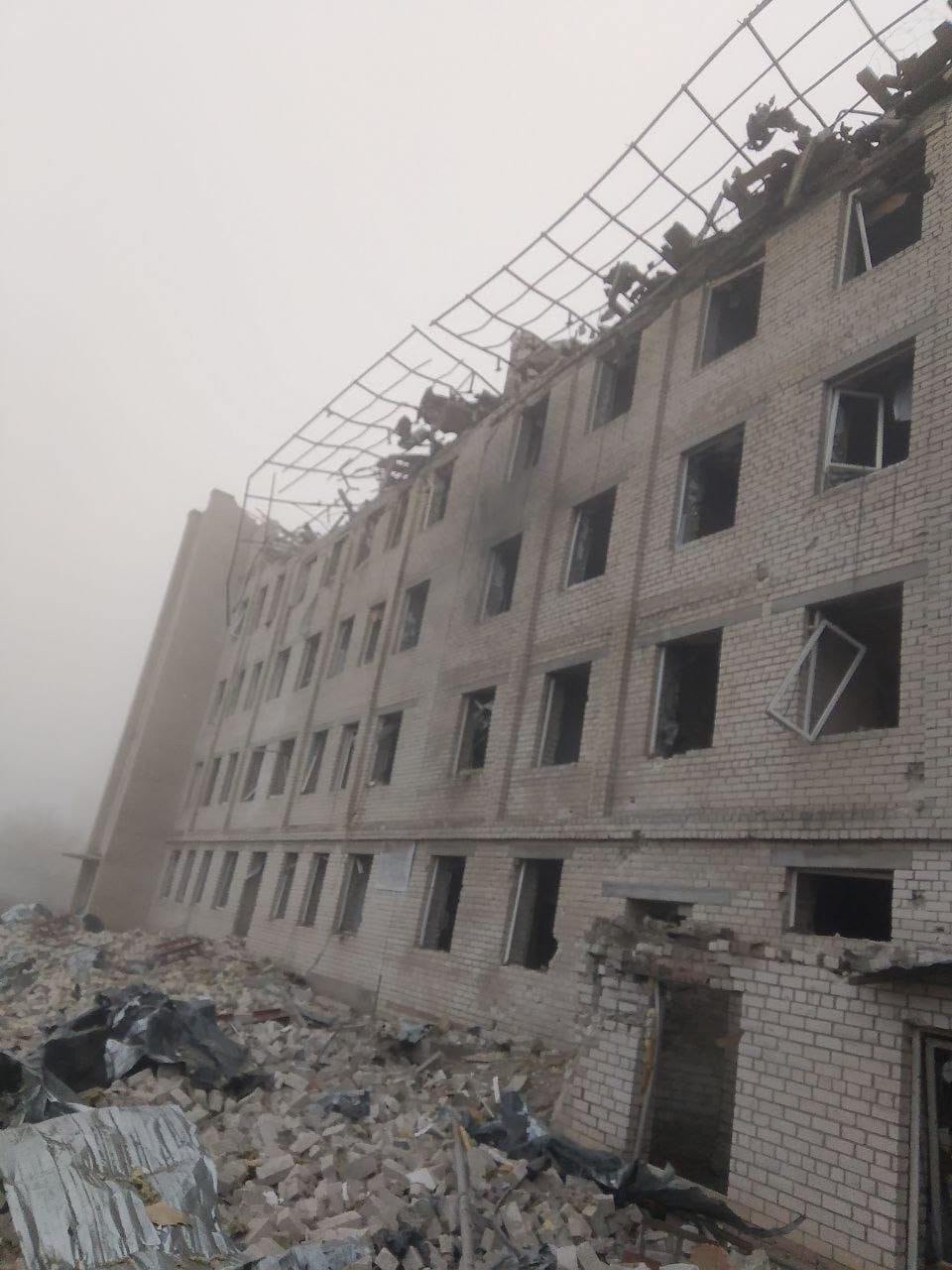
Наслідки обстрілу Бериславської Центральної районної лікарні 25.01.2025

### 26 січня 2025 року
26 січня 2025 року російські війська обстріляли Бериславську, Милівську, Новоолександрівську, Новорайську та Тягинську територіальні громади, включаючи населені пункти Берислав, Зміївка, Шляхове, Милове, Дудчани, Гаврилівка, Червоний Маяк, Тягинка, Львове, Бургунка та Ольгівка. Про це повідомив начальник Бериславської районної військової адміністрації Володимир Літвінов. Російська армія здійснила артилерійські та танкові обстріли, а також атаки безпілотниками, що призвело до пошкодження житлових будинків та господарських споруд. Жертв та постраждалих серед цивільного населення немає.

### 27 січня 2025 року
27 січня 2025 року російські війська обстріляли Бериславську, Новорайську, Новоолександрівську, Милівську та Тягинську територіальні громади, включаючи населені пункти Берислав, Шляхове, Новоберислав, Монастирське, Новорайськ, Червоний Маяк, Українка, Милове, Новокаїри, Тягинка, Бургунка, Львове, Миколаївка, Ольгівка та Одрадокам’янка. Про це повідомив начальник Бериславської районної військової адміністрації Володимир Літвінов. Російська армія здійснила артилерійські та мінометні обстріли, а також атаки безпілотниками, що призвело до пошкодження житлових будинків, господарських споруд, навчального закладу в селі Червоний Маяк та адміністративної будівлі в селі Новокаїри. У Миловому загинула 56–річна жінка, а в Бериславі поранення отримала 52–річна жінка, якій надали медичну допомогу.

### 28 січня 2025 року
28 січня 2025 року російські війська обстріляли Бериславську, Милівську, Новорайську, Новоолександрівську та Тягинську територіальні громади, включаючи населені пункти Берислав, Шляхове, Зміївка, Новоберислав, Милове, Новокаїри, Дудчани, Монастирське, Новорайськ, Червоний Маяк, Золота Балка, Тягинка, Бургунка, Ольгівка та Львове. Про це повідомив начальник Бериславської районної військової адміністрації Володимир Літвінов. Російська армія здійснила артилерійські та мінометні обстріли, а також атаки безпілотниками, що призвело до пошкодження житлових будинків, господарських споруд, складського приміщення в селі Золота Балка та приміщення ЦНАПу у Новокаїрах. У Бериславі та Новокаїрах поранення отримали жінки віком 76 та 73 роки, яким надали медичну допомогу.

### 29 січня 2025 року
29 січня 2025 року російські війська обстріляли Бериславську, Новоолександрівську, Новорайську, Милівську та Тягинську територіальні громади, включаючи населені пункти Берислав, Зміївка, Золота Балка, Новорайськ, Милове, Тягинка, Ольгівка, Львове, Миколаївка та Одрадокам’янка. Про це повідомив начальник Бериславської районної військової адміністрації Володимир Літвінов. Російська армія здійснила артилерійські обстріли та атаки безпілотниками, що призвело до пошкодження житлових будинків, господарських споруд, цивільного автомобіля та комунального майна. У Бериславі поранення отримали жінки віком 66 і 53 років та 48–річний чоловік. Також 74–річна жінка отримала травматичну ампутацію стопи через протипіхотну міну. Постраждалим надано медичну допомогу.

### 30 січня 2025 року
30 січня 2025 року російські війська обстріляли Бериславську, Милівську, Нововоронцовську, Новоолександрівську, Новорайську та Тягинську територіальні громади, включаючи населені пункти Берислав, Новоберислав, Новокаїри, Хрещенівка, Осокорівка, Гаврилівка, Крупиця, Новорайськ, Тягинка, Миколаївка, Ольгівка, Львове та Бургунка. Про це повідомив начальник Бериславської районної військової адміністрації Володимир Літвінов. Російська армія здійснила артилерійські обстріли та атаки безпілотниками, що призвело до пошкодження житлових будинків, господарських споруд та транспортних засобів. У селі Крупиця поранення отримав 36–річний чоловік, якому надали медичну допомогу.

### 31 січня 2025 року
31 січня 2025 року російські війська обстріляли Бериславську, Нововоронцовську, Новорайську та Тягинську територіальні громади, включаючи населені пункти Берислав, Новоберислав, Зміївка, Новорайськ, Червоний Маяк, Осокорівка, Тягинка, Львове, Бургунка, Ольгівка та Одрадокам’янка. Про це повідомив начальник Бериславської районної військової адміністрації Володимир Літвінов. Російська армія здійснила артилерійські обстріли та атаки безпілотниками, що призвело до пошкодження житлових будинків та господарських споруд. У Бериславі загинув 69–річний чоловік, а також поранення отримали 62–річний чоловік, 62–річна жінка та 63–річний чоловік у Зміївці. У Бериславі за допомогою звернулася 60–річна жінка, яка отримала поранення 25 січня 2025 року.